# Wielka Kotlina

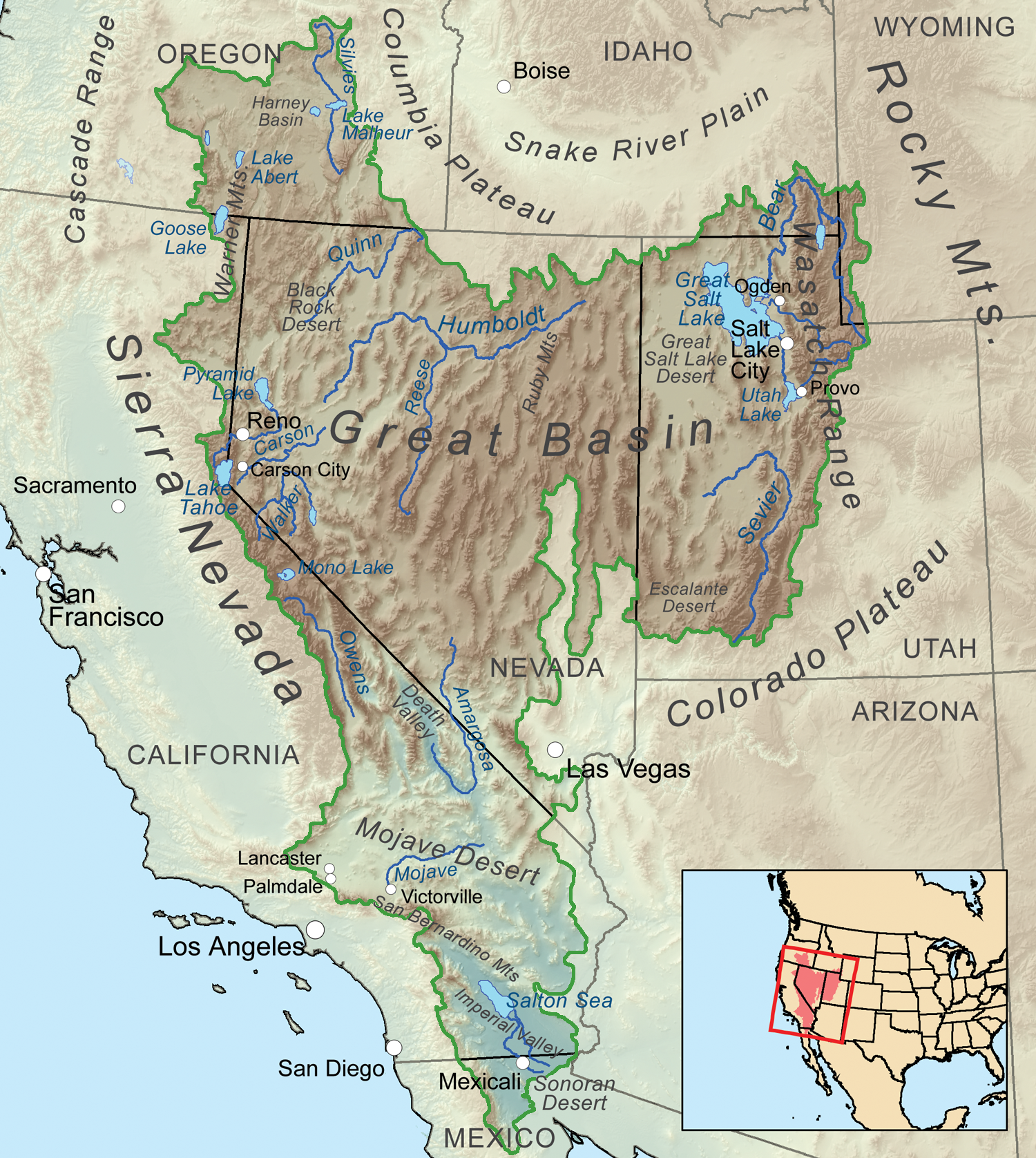
Mapa Wielkiej Kotliny

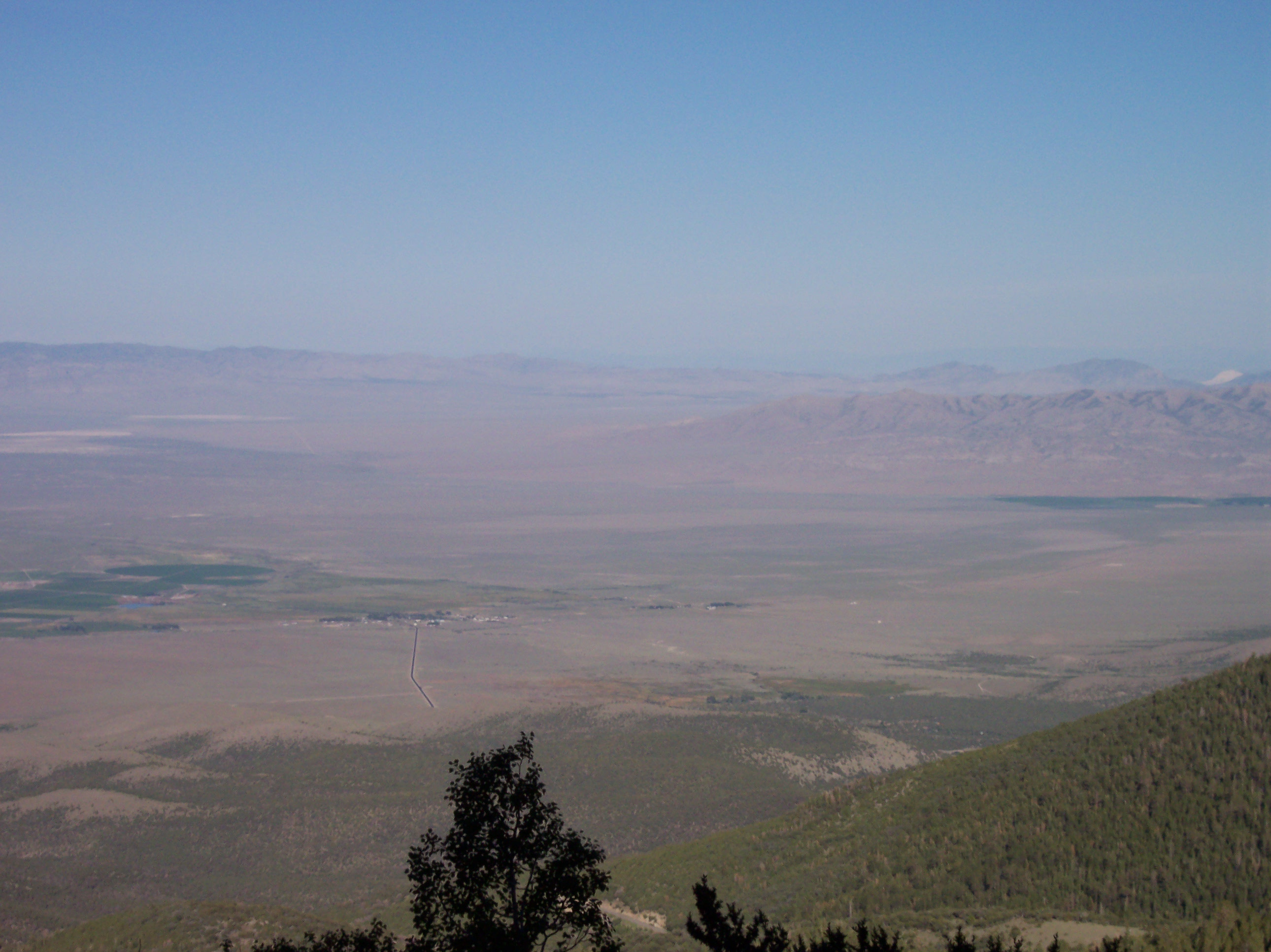
Park Narodowy Wielkiej Kotliny widziany ze szczytu Wheeler Peak w Nevadzie

Wielka Kotlina (ang. Great Basin) – duży, pustynny i półpustynny, częściowo górzysty obszar w zachodnich USA, jeden z kręgów kulturowych Ameryki Północnej. Najczęściej definiuje się go jako obszar bezodpływowy między Górami Skalistymi a górami Sierra Nevada – płaskowyż o wielkości 520 tys. km² obejmujący większość Nevady, dużą część Utah i Oregonu, oraz fragmenty Kalifornii, Idaho i Wyoming. W dużej części kotliny, szczególnie w północnej Nevadzie, jest szereg izolowanych łańcuchów górskich.
W kotlinie są też dwie ogromne plaje – wyschnięte pozostałości jezior z epoki lodowcowej. Jezioro Bonneville pokrywało większość zachodniego Utah, część Idaho i Nevady. Pozostało z niego, między innymi, Wielkie Jezioro Słone (na wschodzie) oraz Wielka Pustynia Słona (na zachodzie). Jezioro Lahontan zajmowało większość północno-zachodniej Nevady.
Większość obszaru porastają krzewy, zbocza gór rzadkie lasy. Część wschodniej Nevady zajmuje Park Narodowy Wielkiej Kotliny.
Ludy zamieszkujące ten obszar przed przybyciem białych osadników żyły ze zbieractwa i łowiectwa. Typowym domostwem był kopulasty szałas z gałęzi. Liczebność tych ludów nigdy nie była duża, co wiązało się ze skąpością zasobów. Niektóre plemiona Wielkiej Kotliny przejęły część obyczajów plemion z Wielkich Równin. Były to barwne stroje, tipi i zwyczaje wojenne. Główne plemiona Wielkiej Kotliny to: Paviotso, Szoszoni, Banokowie, Ute oraz Pajutowie.
Największymi miastami są Salt Lake City w Utah, przy wschodnim skraju kotliny, i Reno w Nevadzie na zachodnim skraju.
Pierwszym odkrywcą, który w roku 1830 – poszukując mitycznej rzeki Buenaventura – przebył Wielką Kotlinę, był człowiek gór Jedediah Smith, a pierwszym, który wpisał nazwę „Great Basin” na sporządzanej w latach 1833–1834 mapie Zachodu, Joseph Rutherford Walker. Jednak szeroką i planową eksplorację obszaru rozpoczęto dziesięć lat później kiedy to John Frémont na czele grupy czterdziestu mężczyzn przebadał cały ten rozległy obszar, ze szczególnym uwzględnieniem Wielkiego Jeziora Słonego i jego okolic. Frémont tak barwnie opisał badany region, że przywódca mormonów, Brigham Young, postanowił po latach  wybrać to miejsce na ostatnie schronienie dla swych prześladowanych na wschodzie zwolenników.
Naukowe badania podjął w latach 1849–1850 kapitan Howard Stansbury. On też wysnuł śmiałą tezę, że Wielka Kotlina to wyschnięte dno ogromnego jeziora. W swym sprawozdaniu napisał:

Musiało tu być, w nieodgadnionej przeszłości, wielkie morze śródlądowe, rozciągające się na setki mil, a pojedyncze masywy górskie, wyrastające wprost z równiny, były bez wątpienia dużymi wyspami....